# 구주춘추
《구주춘추》(九州春秋)는 서진(西晉)의 사마표(司馬彪)가 저술한 사서이다.

## 개요
후한 말의 동란과 군벌의 사적을 기록한 책으로, 훗날 소실되었기 때문에 청나라의 황석(黃奭)은 《삼국지》(三國志) 등에 주석으로 인용된 산문들을 모아 집본을 편찬하여 자신의 저서인 《한학당총서》(漢學堂叢書)에 실었다.
분량은 수나라 당시 10권이었으며, 이후 당나라 때에는 9권이었다. 《사통》(史通) 육가편(六家篇)에 따르면 구주춘추에는 한 권마다 한 주에 대하여 기록되어있으며, 아홉 권으로 이루어져 있다고 한다.
《송사》(宋史)에도 이름이 보이기 때문에 소실된 시기는 최소한 북송(北宋) 이후일 것으로 보이나, 명나라의 진제(陳第)가 저술한 《세선당장서목록》(世善堂藏書目錄)에도 이름이 있기 때문에 이때까지 남아있었을 가능성이 있다.